# مكسر (اسماعيلية)
مكسر (بالفارسية: مکسر) هي قرية وتقع في إيران في قسم إسماعيلية الريفي. يقدر عدد سكانها بـ 443 نسمة بحسب إحصاء 2016.